# جهاد خودکفایی نیروی هوایی
در سال ۱۳۶۲ منصور ستاری فرمانده وقت نیروی هوایی ارتش با کمک تعدادی از افسران (همافران) نهاجا از جمله سرتیپ فریدون علی مازندرانی، سرتیپ دوم پرویز ابراهیمی و سرتیپ دوم عطاءالله بازرگان، جهاد خودکفایی نهاجا را تأسیس نمود که این نهاد، بعدها به سازمان تحقیقات و جهاد خودکفایی نیروی هوایی ارتش تغییر نام داد. از جهاد خودکفایی به عنوان «نیروی واکنش سریع فنی در زمان جنگ» یادشده است.
در سال ۱۳۶۲ با صدور دستور ریس جمهور وقت آیت‌الله خامنه‌ای معاونت جهاد خودکفایی در نیروی هوایی ارتش شکل گرفت و شور و شعف خاصی در نیروهای جوان به وجود آمد. ‏
این معاونت توسط سرتیپ دوم عطاءالله بازرگان که خود از همافران نیروی هوایی بود ایجاد و تا پایان خدمت ایشان توسط خود وی مدیریت شد. جهاد خودکفایی کار را با تعمیرات و ساخت قطعات حساس و ضروری تجهیزات و سامانه‌ها شروع نمود و سپس به یک سازمان تحقیقاتی و ساخت مبدل شد. در ابتدا، جهاد خودکفایی در زمینه بازسازی و تعمیرات اساسی وارد عمل شد. سپس گام‌به‌گام به سمت نوسازی و ساخت تجهیزات جدید و موردنیاز سامانه‌های دفاعی ایران حرکت نمود.
سازمان جهاد خودکفایی نیروی هوایی

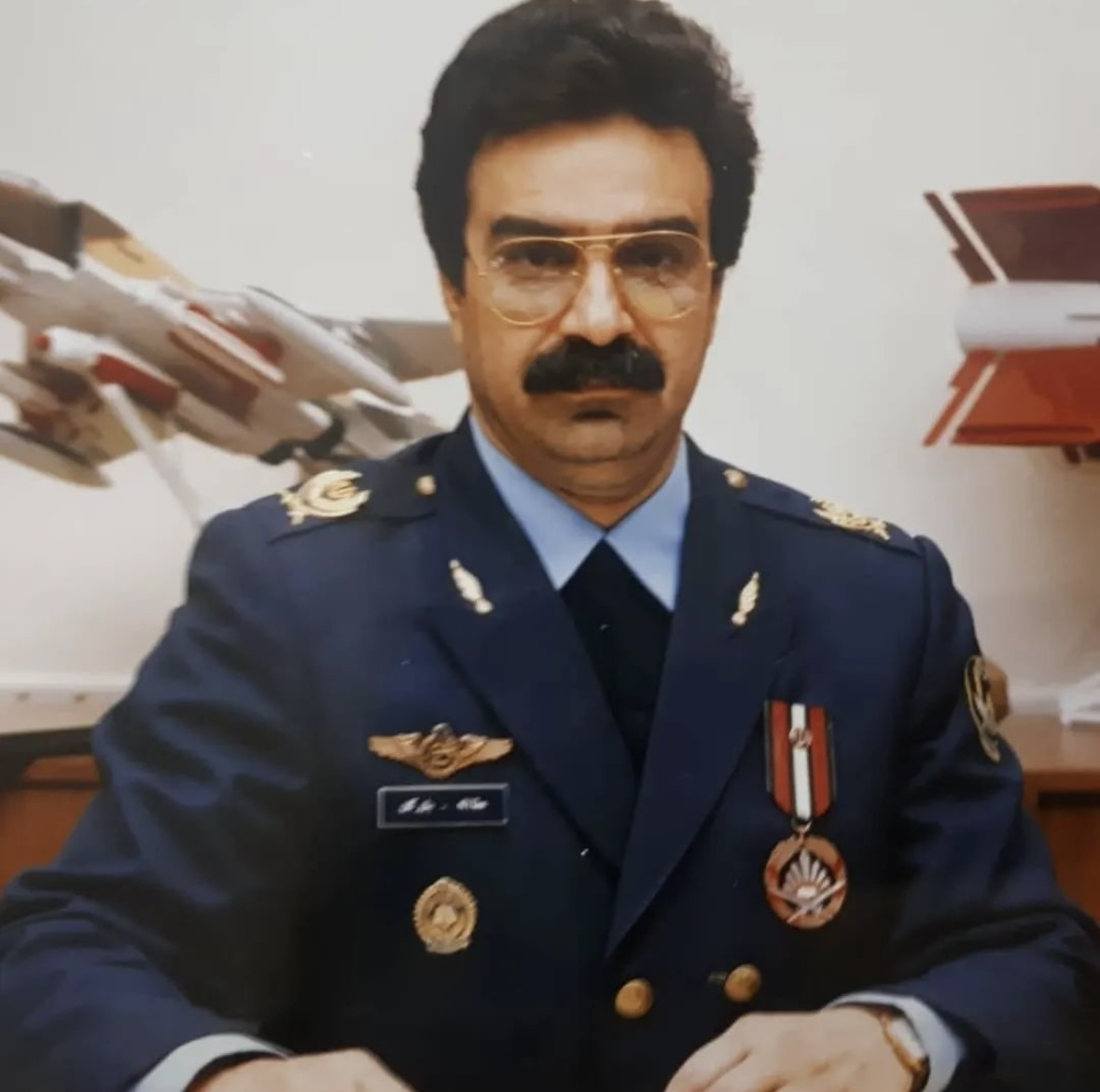
عطاءالله بازرگان

جهاد خودکفایی شامل پنج گروه تحقیقاتی بود که هر گروه بصورت موازی بر روی پروژه‌های مختلف کار می‌کرد.
پروژه‌هایی مانند موشک هوابه‌هوای سجیل، سوختگیری بین جنگنده‌ها، و شبیه‌ساز هواپیمای آموزشی PC 7 نمونه ای از موفقیت‌های جهاد خودکفایی نیروی هوایی می‌باشد.
بعضی از پروژه‌های جهاد خودکفایی در دنیا برای اولین بار انجام می‌شد. به عنوان مثال می‌توان از سوخت‌گیری هواپیمای اف ۵ و شبیه‌ساز هواپیمای آموزشی PC 7 که برای اولین بار از Mainframe به PC منتقل شده بود یاد کرد. این شبیه‌ساز به‌طور صددرصد در ایران ساخته شد.